# Льюїстаун (Іллінойс)
Льюїстаун (англ. Lewistown) — місто (англ. city) в США, в окрузі Фултон штату Іллінойс. Населення — 2041 особа (2020).

## Географія
Льюїстаун розташований за координатами 40°23′49″ пн. ш. 90°9′20″ зх. д. / 40.39694° пн. ш. 90.15556° зх. д. (40.396874, -90.155511).  За даними Бюро перепису населення США в 2010 році місто мало площу 5,18 км², уся площа — суходіл.

## Демографія
Згідно з переписом 2010 року, у місті мешкали 2384 особи в 1026 домогосподарствах у складі 608 родин. Густота населення становила 460 осіб/км².  Було 1151 помешкання (222/км²).
Расовий склад населення:
| - 97,9 % — білих - 0,9 % — чорних або афроамериканців - 0,1 % — корінних американців - 0,1 % — азіатів |

До двох чи більше рас належало 0,8 %. Частка іспаномовних становила 1,6 % від усіх жителів.
За віковим діапазоном населення розподілялося таким чином: 20,8 % — особи молодші 18 років, 58,4 % — особи у віці 18—64 років, 20,8 % — особи у віці 65 років та старші. Медіана віку мешканця становила 42,9 року. На 100 осіб жіночої статі у місті припадало 92,9 чоловіків;  на 100 жінок у віці від 18 років та старших — 92,2 чоловіків також старших 18 років.
Середній дохід на одне домашнє господарство  становив 50 896 доларів США (медіана — 42 167), а середній дохід на одну сім'ю — 59 033 долари (медіана — 50 179). Медіана доходів становила 43 409 доларів для чоловіків та 30 368 доларів для жінок. За межею бідності перебувало 12,0 % осіб, у тому числі 18,6 % дітей у віці до 18 років та 10,5 % осіб у віці 65 років та старших.
Цивільне працевлаштоване населення становило 1043 особи. Основні галузі зайнятості: освіта, охорона здоров'я та соціальна допомога — 35,1 %, виробництво — 19,7 %, публічна адміністрація — 7,9 %, будівництво — 7,3 %.